# Arch Resources
Arch Resources, Inc., (NYSE: ACI), är ett amerikanskt multinationellt bolag som verkar inom gruvsektorn och som bryter–, producerar– och marknadsför metallurgisk stenkol och bitumen samt en låghaltig svavelvariant av bitumen. De är USA:s näst största leverantör respektive en av världens största leverantörer med marknadsandelar på 15% av den amerikanska marknaden. De har 15 aktiva gruvor i delstaterna Colorado, Illinois, Kentucky, Maryland, Virginia, West Virginia och Wyoming. Arch Coal uppges ha en reserv på omkring fem miljarder ton. Kunderna är främst inom energi–, stål– och industriella sektorna och finns på fem kontinenter.